# ホームヘルパー全国連絡会
ホームヘルパー全国連絡会（ほーむへるぱーぜんこくれんらくかい）とは、2001年に結成された日本のホームヘルパーの職能団体である。訪問介護員の資格を持つものだけではなく、広くホームヘルパー業務を行う者を会員として受け入れている。会報の名称は「ホームヘルパー全国連絡会 会報 」。
北海道から沖縄県まで日本全国に広く会員がいる。首都圏の会員を中心に事務局を維持しており、福祉分野の出版社の萌文社（東京都千代田区）の社内に事務局を置いている。
ホームヘルパーの職能団体として、厚生労働省に対して介護従事者の待遇改善や介護サービスの利用者の権利を守る要請を行っている。2008年2月の要請では訪問介護の短時間化や生活援助の時間制限の解消を求めた申し入れを行った。他にも「全国介護学習交流集会」の開催や「介護・認知症なんでも電話無料相談会」を開催している。
日本共産党の関係団体である中央社会保障推進協議会（中央社保協）や介護を良くする東京の会に加盟している。同じく中央社保協に加盟する他の医療・福祉系の団体とは深い交流関係にあり、2019年には「全国介護学習交流集会」を全国民医連や福祉保育労（全労連）等と共同で開催している。

## 出版活動
下記の書籍の編修に携わっている。
- ホームヘルパー全国連絡会1000の事例研究会 (著) ｢ホームヘルパーの援助技法を高める事例検討の進め方―ホームヘルパーの手による1000の事例研究会暫定マニュアル」（萌文社）2006年 ISBN 4894911167

### ホームヘルパーに関する主な他団体

#### 職能団体
- 全国ホームヘルパー協議会（社会福祉法人社会福祉法人全国社会福祉協議会の関係団体）
- 日本ホームヘルパー協会（一般財団法人長寿社会開発センターの関係団体）
- 日本介護福祉士会（介護福祉士の職能団体）

#### 労働組合
- 日本医療労働組合連合会（医労連） - 全労連加盟の産業別労働組合。
- 全国福祉保育労働組合（福祉保育労） - 全労連加盟の産業別労働組合。
- 保健医療福祉労働組合協議会（ヘルスケア労協） - 連合加盟の産業別労働組合。